# Ri Thae-ha
Ri Thae-ha (koreanisch 리태하; * 16. Januar 2003) ist ein nordkoreanischer Fußballspieler.

## Karriere
Ri Thae-ha erlernte das Fußballspielen in der Schulmannschaft der Riseisha High School sowie in der Korea University (Japan) in Japan. Seinen ersten Profivertrag unterschrieb er am 1. Februar 2025 beim japanischen Zweitligisten Roasso Kumamoto. Sein Zweitligadebüt gab er am 2. März 2025 (3. Spieltag) im Heimspiel gegen RB Ōmiya Ardija. Bei der 0:4-Heimniederlage stand er in der Startelf und spielte die kompletten 90 Minuten.